# يوم معركة بينينجتون
يوم معركة بينينجتون Bennington Battle Day هو عطلة رسمية فريدة من نوعها في ولاية فيرمونت، لتخليد ذكرى انتصار القوات الأمريكية وقوات فيرمونت على القوات البريطانية في معركة بينينجتون خلال الحرب الثورية الأمريكية عام 1777. تاريخ العطلة ثابت، ويحدث في 16 أغسطس من كل عام. في بينينجتون، هناك إعادة تمثيل للمعركة التي نظمتها مؤسسة التاريخ المحلي.
وقعت معركة بينينجتون في نيويورك، ولكن تم تسميتها بهذا الاسم لأن البريطانيين كانوا متجهين إلى مخبأ للأسلحة والذخائر المخزنة حيث يقف نصب معركة بينينجتون الآن في مدينة بينينجتون القديمة الحالية في فيرمونت.

## روابط خارجية
- الموقع الرسمي لبينينجتون
- معركة بينينجتون: نصر أمريكي، خطة درسية من برنامج التدريس بالأماكن التاريخية التابع لخدمة المتنزهات الوطنية
- الصفحة الرسمية للعبة Battlefield
- أغنية البنادق في بينينجتون